# Almudena (Málaga)
Almudena, más conocido como Las Pirámides, es un barrio perteneciente al distrito Carretera de Cádiz de la ciudad andaluza de Málaga, España. Según la delimitación oficial del ayuntamiento, limita al norte con el barrio de Los Guindos; al este, con el polígono industrial La Térmica y el barrio de Torre del Río; al sur, con el barrio de Finca El Pato; al oeste, con Mainake; y al noroeste, con Puerta Blanca.

## Transporte
En autobús queda conectado mediante las siguientes líneas de la EMT: 
| Línea | Trayecto                               | Recorrido | Frecuencia    |
| ----- | -------------------------------------- | --------- | ------------- |
| 3     | Puerta Blanca - El Palo (Olías)        | Recorrido | 8 minutos     |
| 15    | La Virreina - Santa Paula              | Recorrido | 11-12 minutos |
| 7     | Parque Litoral - Miraflores            | Recorrido | 12-13 minutos |
| 31    | Paseo del Parque - Palacio de Deportes | Recorrido | 18-25 minutos |